# 山毛森
山毛森（ぶなもり）は、秋田県鹿角市と仙北市との境界にある山である。

## 概要
標高1,206m。熊沢川（米代川水系支流）上流域、八幡平の北西の山腹に位置する。西斜面は秋田八幡平スキー場であるが、その他の山腹斜面は鬱蒼としたブナ原生林である。原生林ではツキノワグマが出没することで知られている。
山麓には岩手県道・秋田県道23号大更八幡平線（八幡平アスピーテライン）が通じている。付近には大沼温泉・後生掛温泉・ふけの湯温泉・大深温泉などがあり、スキー客などを対象にした温泉ホテルなどが立地している。
江戸時代の絵地図では、この山は「ふんな森」という名が付けられている。江戸時代はこの山が久保田藩と盛岡藩の境界になっており、10年に一度、両藩の責任者の立会で境界線の幅が一間(1.8m)の苅り払いが行われていた。秋田焼山から山毛森を通り、八幡平(秋田名 諸桧台)へ続く境界が苅り払いされていた。

## 近くの山
- 菰ノ森